# Fort Pienc

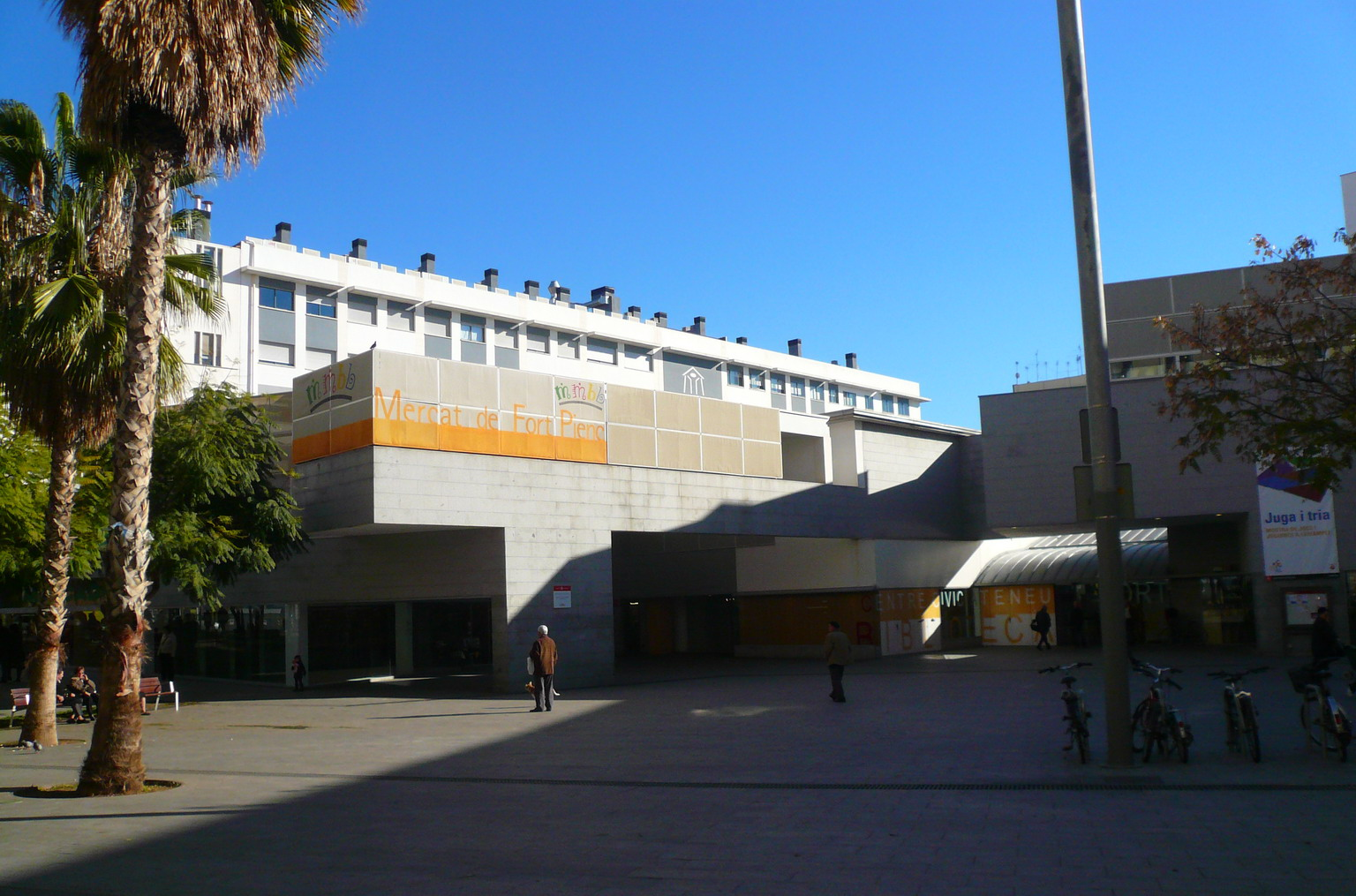
Markt in Fort Pienc waar ook een bibliotheek gevestigd is.

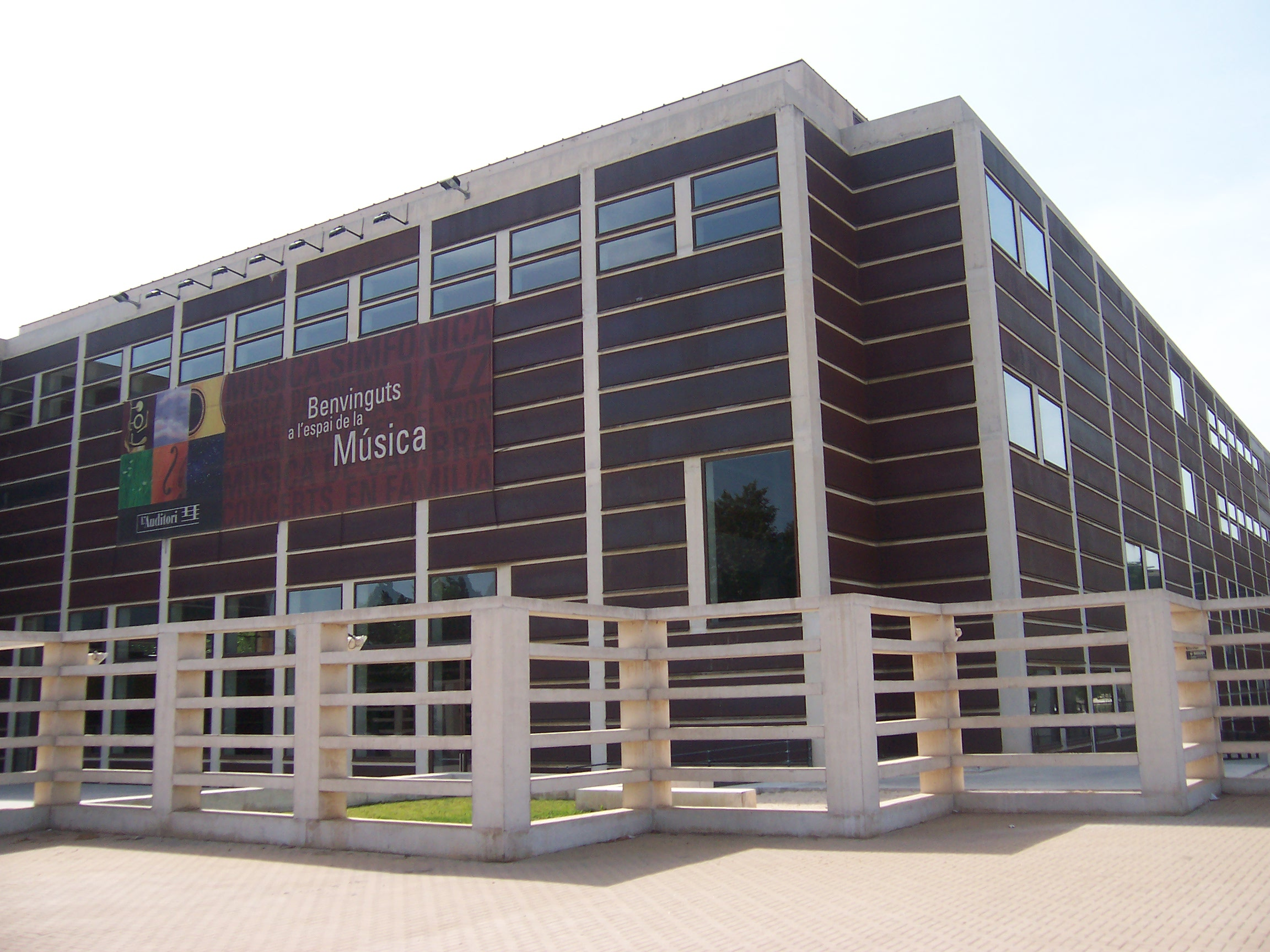
Concertzaal L'Auditori

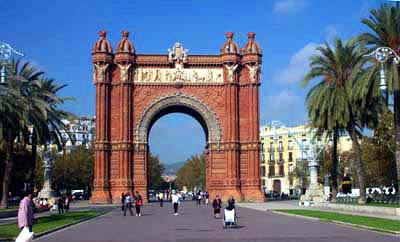
De Arc del Triomf

Fort Pienc is een buurt in het district Eixample in Barcelona, Catalonië (Spanje). De naam van deze buurt is afgeleid van een voormalig fort wat hier tot de 19e eeuw stond, Fort Pius. Pienc is een bijvoeglijk naamwoord in het Catalaans wat weer verwant is aan de naam Pius.
In Fort Pienc staat de Arc de Triomf en de concertzaal L'Auditori.
In de buurt woont sinds de jaren 2000 een grote Chinese gemeenschap.

## Transport
- Arc de Triomf, een station aan Lijn 1 van de Metro van Barcelona en een belangrijk overstapstation van de Rodalies Barcelona.
- Tetuan en Monumental, stations aan L2 van de metro van Barcelona.
- Estació del Nord, het centrale busstation van de stad.